# Fantasia (LAMP IN TERRENのアルバム)
『fantasia』（ファンタジア）は、LAMP IN TERRENのメジャー3枚目のアルバム(通算2枚目のフルアルバム)。2017年4月12日にA-Sketchから発売された。

## 解説
前作『LIFE PROBE』より1年9ヶ月ぶりのフルアルバム。
アルバムタイトル『fantasia』とは、本来はクラシック用語「幻想曲」を指すが、日常がすでに妄想や空想が形になったファンタジーで、物語はそのファンタジーの中で起こっていると捉え、言葉の世界で描いた彼らなりの「幻想曲＝fantasia」という意味が込められている。
4人体制になって初めてのアルバムで、「innocence」（劇場第２部『亜人-衝突-』主題歌）、「pellucid」（映画『何者』劇中歌）を含む全10曲を収録。
初回限定盤には2016年のワンマンツアー「GREEN CARAVAN TOUR」より10月の東京・LIQUIDROOM公演の模様を収めたライブDVDが付属されている。

## 収録曲
全楽曲作詞・作曲∶松本大

### CD
1. キャラバン [4:11]
  - 1stシングル表題曲
2. 地球儀 [4:43]
3. 涙星群の夜 [4:36]
  - テレビ朝日系『Break Out』4月度エンディングテーマ
4. heartbeat [4:33]
  - 1st会場限定シングル表題曲
5. innocence [4:17]
  - 1stシングル表題曲
  - 劇場第2部『亜人 -衝突-』主題歌
6. at (liberty)  [5:04]
7. pellucid [4:44]
  - 1st会場限定シングルc/w曲
  - 映画『何者』劇中歌
8. オフコース [4:28]
9. 不死身と七不思議 [5:12]
10. eve [5:09]

### DVD（初回限定盤のみ）
1. ボイド
2. heartbeat
3. pellucid
4. とある木洩れ陽より
5. メイ
6. 緑閃光
7. innocence
8. キャラバン